# 林峰乡
林峰乡，是中华人民共和国湖南省湘西土家族苗族自治州凤凰县下辖的一个乡镇级行政单位。

## 行政区划
林峰乡下辖以下地区：
黄罗寨村、都罗村、土洞村、明星村、前进村、江家坪村、毛都村和清水村。